# Melanoplus harperi
Melanoplus harperi är en insektsart som beskrevs av Gurney och P.A. Buxton 1965. Melanoplus harperi ingår i släktet Melanoplus och familjen gräshoppor. Inga underarter finns listade i Catalogue of Life.